# 国立諫早青少年自然の家
国立諫早青少年自然の家（こくりついさはやせいしょうねんしぜんのいえ, National Isahaya Youth Outdoor Learning Center）は、長崎県諫早市にある国立宿泊研修施設。

## 概要
歴史
全国では3番目、九州では最初の国立少年自然の家として1977年（昭和52年）に設置、1978年（昭和53年）に一部開所、1979年（昭和54年）に全面開所した。家族・友人といった少人数の団体から学校や企業等の大規模な団体に至るまで宿泊・研修施設として幅広く利用されている。
環境
長崎・佐賀両県境の五家原岳中腹の諫早市白木峰町に位置している。この一帯は針葉樹林に囲まれ、東に有明海、西に大村湾、南に橘湾、諫早干拓、雲仙岳を望める。また、五家原岳の山頂までは約７kmで、山頂からは三つの海と美しい山なみがみられる恵まれた環境にある。
また、野鳥が多く生息しており、気温は年間平均14度でかつ、降水量も年間を通して少ないことから、多様な野外活動が可能である。
所在地
〒859-0307 長崎県諫早市白木峰町1109-1（北緯32度55分45.7秒 東経130度4分7.0秒 / 北緯32.929361度 東経130.068611度）
面積・標高
敷地総面積 274,519m² （建物延べ面積 15,400m²）、標高 480m
所章
開所された1978年（昭和53年）に制定。山（多良山系）と小鳥の絵を組み合わせたデザインとなっている。カラーは黄緑色。
マスコットキャラクター
タラッキー（ヤマネ）- 2001年（平成13年）に制定された。

## 主な施設
管理棟
本館宿泊棟（うぐいす棟・ひばり棟）と結ばれている。
- レストラン等　レストラン（280人収容可能・円卓8人掛け×35台）
- 売店（教材やおみやげ等を販売）
- オリエンテーション室
- リネン室　　シーツと枕カバーの貸出場所
- 管理棟学習室　学習室×4　特別学習室（和室18畳）
- 自然環境学習館　学習室（定員80人）、展示コーナー、図書コーナーなど
- プレイホール（体育館）（1,067m²）
- つどいの広場（2,000m²）
- 交流の広場（4,250m²）
- 事務室
- 保健室（ベッド数4、車椅子1、入浴用車椅子1）
- 講師宿泊室　
- ロビー（1F・2F）
- ピロティ

宿泊棟
和室、男女別シャワー、トイレを完備。
- 本館 - 「うぐいす棟」と「ひばり棟」（両棟とも同一構成の部屋）
  - 一般宿泊室2段ベット（12室）和室（4室）休養室（4室）
  - 本館浴室 - 大浴場（入浴用車椅子対応）シャワー付蛇口22個　小浴場　シャワー付蛇口20個

- 別館 - 「きじ棟」と「もず棟」（両棟とも同一構成の部屋）
  - 一般宿泊室2段ベット（12室）大広間（1室）休養室（4室）
  - 別館浴室 - 浴室（各棟に2室ずつ）シャワー付蛇口6個、蛇口1個

活動場所
- キャンプ村　高床式テント（26張常設）、移動テントドームテント（26張　約100人利用可能）
- 野外炊飯場（4棟・うち2棟120人、うち2棟80人、照明あり）
- クラフト棟
- あそびの森（遊具8基）
- いこいの散策路（1周約1km）
- ロープスコース（ローエレメント10基）

その他
- 駐車場 - 第1駐車場41台うち障害者専用4台、第2駐車場約30台

## 沿革
- 1977年（昭和52年）
  - 10月1日 - 文部省設置法施行規則の一部改正（昭和52年文部省令第10号）により 「国立諫早少年自然の家」が設置される。
  - 10月4日 - 文部省内に準備室を設置。
- 1978年（昭和53年）
  - 2月1日 - 仮事務所を諫早市長田町公民館内に開設。
  - 3月1日 - 管理研修棟・本館宿泊棟（宿泊定員200名）が完成し、仮事務所から移転を完了。
  - 3月25日 - 受け入れを開始。
  - 5月28日 - プレイホールが完成。
  - 7月29日 - 所章を制定。
  - 8月28日 - 所旗を制定。
- 1979年（昭和54年）
  - 3月20日 - 別館宿泊棟（宿泊定員200名）が完成し、宿泊総定員が400名となる。
  - 5月20日 - 開所式を挙行（総工費は15億2,000万円[1]）。
  - 7月1日 - 定期バスの路線が開通。
- 1980年（昭和55年）7月3日 -　キャンプ管理棟が完成。
- 1981年（昭和56年）11月28日 - 所歌を制定。彫刻家北村西望作ブロンズ像「喜ぶ少女」寄贈除幕式を挙行。
- 1989年（平成元年）6月3日 -「鐘の塔」が寄贈され、つどいの広場に設置。
- 1992年（平成4年）3月27日 - 野外炊飯場が完成。
- 1993年（平成5年）
  - 2月28日 - 野外炊飯場に炊飯棟1棟を増設。合計3棟となる。
  - 3月18日 - 自然観察路が完成。
- 1994年（平成6年）9月9日 - クラフト棟が完成。
- 1996年（平成8年）3月22日 - ひまわり画像受信システムを設置。
- 2001年（平成13年）
  - 1月6日 - 省庁再編により所管が文部省から文部科学省に変更となる。
  - 4月1日 - 「独立行政法人国立少年自然の家国立諫早少年自然の家」となる。
  - 4月19日 - マスコットキャラクターとしてヤマネの「タラッキー」を制定
- 2002年（平成14年）3月3日 - ヤマネ紹介コーナーを設置。
- 2004年（平成16年）
  - 4月1日 - 図書閲覧コーナーを設置。
  - 6月16日 - 延べ宿泊利用者数が200万人を突破。
- 2006年（平成18年）4月1日 - 「独立行政法人国立青少年教育振興機構国立諫早青少年自然の家」（現施設名）となる（少年が青少年となる）。

## 交通アクセス
最寄りの鉄道駅
- JR長崎線　肥前長田駅

最寄りのバス停
- 県営バス　国立少年自然の家バス停 - 諫早駅前ターミナルとの間に路線バスが数便運行されている（本数は少ない）。

最寄りの道路
- 長崎県道184号諫早多良岳線

## 周辺
- 白木峰高原・諫早市こどもの城・コスモス花宇宙館
- 長田小学校・長田中学校

## 参考資料
- 「市制百年 長崎年表」（1989年（平成元年）4月1日, 長崎市役所）